# 永佐化工
永佐化工株式会社（ながさかこう）は、福岡県福岡市東区にある現在、環境パッケージに関連する企業。
現住所：福岡市東区松島3-27-15
代表取締役社長：永岡訓二（占部大観堂製薬株式会社代表取締役 ・ 日本フェンシング協会副会長）

## 来歴
- 1977年、宇部興産株式会社、中レ株式会社（現宇部フィルム株式会社）、九州ポリエチレン工業株式会社（現宇部フィルム株式会社）の系列加工会社として発足
- 1982年、仙台営業所開設
- 1986年、東京営業所開設
- 1997年、占部大観堂製薬株式会社がグループ会社となる
- 1998年、環境事業に参入
- 2004年、ISO 9000取得
- 2005年、ISO 14001取得・部署統合のため本社新社屋移転・大連永佐環保制品有限公司設立（中国・大連市）